# Cordilura angustifrons
Cordilura angustifrons är en tvåvingeart som beskrevs av Friedrich Hermann Loew 1863. Cordilura angustifrons ingår i släktet Cordilura och familjen kolvflugor. Inga underarter finns listade i Catalogue of Life.